# ستيليوس مارناغوس
ستيليوس مارناغوس (باليونانية: Στέλιος Μαραγκός)‏ هو لاعب كرة قدم يوناني في مركز الوسط، ولد في 4 مايو 1989 في فيريا في اليونان. لعب مع نادي أيك لارنكا ونادي بلاتانياس ونادي كافالا.

## وصلات خارجية
- ستيليوس مارناغوس على موقع قاعدة بيانات كرة القدم.إي يو (الإنجليزية)
- ستيليوس مارناغوس على موقع Soccerway.com (الإنجليزية)